# ديفيد س. ستارك
ديفيد س. ستارك (بالإنجليزية: David C. Stark)‏ هو بروفيسور أمريكي، ولد في 1950 في إنيد في الولايات المتحدة.